# Kręsk
Kręsk (niem. Kranz) – wieś w Polsce na Warmii położona w województwie warmińsko-mazurskim, w powiecie olsztyńskim, w gminie Stawiguda. W latach 1975–1998 miejscowość administracyjnie należała do województwa olsztyńskiego.
Wieś lokowana w 1353 r. nad Jeziorem Wulpińskim. Prus Crancz otrzymał 7 włók z siedmioletnią wolnizną i obowiązkiem jednej służby zbrojnej konno. Początkowo wieś nosiła nazwę Kranz.
W 1686 r. wystawiono odnowiony dokument lokacyjny dla Mathiasa Kucharzewskiego.